# Utah Jazz 2021-2022
La stagione 2021-2022 degli Utah Jazz è stata la 48ª stagione della franchigia nella NBA.